# Semiothisa marmorea
Semiothisa marmorea är en fjärilsart som beskrevs av Felder 1874. Semiothisa marmorea ingår i släktet Semiothisa och familjen mätare. Inga underarter finns listade i Catalogue of Life.